# CPU bound
Em engenharia de computação CPU Bound é quando o tempo de processamento depende mais do processador do que das entradas e saídas, fazendo assim com que atrapalhe o tempo total de processamento, a citar alguns jogos eletrônicos que utilizam recursos gráficos em 3D de alta complexidade.